# جيوفاني فيراري (نحات)
جيوفاني فيراري  (و. 1744 – 1826 م) هو نحات من جمهورية البندقية، توفي في البندقية، عن عمر يناهز 82 عاماً.